# Solórzano
Solórzano è un comune spagnolo di 1.063 abitanti situato nella comunità autonoma della Cantabria, comarca di Trasmiera.
Si trova nella parte orientale della Cantabria e al suo interno c'è la sorgente del fiume Campiazo detta Fuente de la Virgen. L'andamento demografico, come per molti comuni cantabrici, fu di aumento del numero di abitanti nei primi cinquanta anni del XX secolo passando dai 1.079 abitanti del 1900 ai 1.463 del 1950 quando iniziò a diminuire costantemente fino ai 991 del 2001.
La causa è l'emigrazione dei giovani verso località che offrono migliori condizioni di lavoro e di vita con il conseguente invecchiamento della popolazione.
Dal punto di vista economico le maggiori risorse provengono dal settore agropastorale in cui è impiegato il 37,6% della popolazione attiva e da quello dei servizi che ne impegna il 38.1%. Molti lavoratori sono impiegati nelle imprese dei paesi vicini. Il territorio municipale è costituito da pascoli, da coltivazioni erbacee e da boschi. La popolazione è concentrata nel capoluogo Solorzano con 621 abitanti e in altri sei piccoli nuclei abitati: Colleda, Fresnedo, Garsön, Regolpo, Riaño, Riolastras. Solorzano si trova a nord del municipio ad un'altitudine di 73 m s.l.m. e dista 37,5 km da Santander capitale della Cantabria.

## Storia
Nelle diverse cavità esistenti nel vicino comune di Voto sono stati rinvenuti oggetti che permettono di dire che la prima presenza umana nella zona ci fu nel Paleolitico. Nessuna testimonianza è rimasta del tempo delle prime tribù celtocantabre e nemmeno di quello della dominazione romana.
Occorre partire dal Medioevo per avere una documentazione scritta dell'esistenza dei nuclei abitati che formano oggi il comune di Solorzano. In un documento del 1283 si afferma che Solorzano era una delle località della Junta de Cesto e quindi aveva una propria amministrazione. Questa Junta era una delle cinque della Merindad de Trasmiera, un distretto che i Re Cattolici inserirono nel Corregimiento de las cuatro Valles de la Costa de la mar (il corregimiento era un insieme di territori in regime di realengo cioè dipendenti direttamente dal re che esercitava il potere politico, militare e giudiziario servendosi di un corregidor, governatore di nomina reale, lasciando però alle popolazioni la facoltà di autoamministrarsi). La Junta de Cesto rimase in vita fino agli inizi del XIX secolo quando nel 1822 si divise nei tre comuni costituzionali di Bárcena de Cicero, Hazas de Cesto e Solorzano, che fu integrato nel partido judicial (distretto giudiziario) di Liérganes, poi nel 1835 in quello di Entrambasaguas e infine nel 1885 in quello di Santoña in cui è tuttora.

## Monumenti e luoghi d'interesse
- Santuario de Nuestra Señora in Frasnedo del 1590-1630 più volte riedificata, nella forma attuale è del 1800.
- Ermita de San Roque in Solorzano del 1901.
- Ermita de San Sebastián in La Llana di Solorzano del XIX secolo.
- Ermita de Santa Cecicia nel quartiere omonimo di Solorzano del XIX secolo.
- Palacio de Antonio Maura del XIX secolo.

## Feste
Nuestra Señora del Milagro l'8 settembre in Fresnedo,  San Pedro il 29 giugno in Solorzano,  San Roque il 16 agosto in Riaño,  Santo Cristo 26 agosto in Garson.